# Molenstichting Goeree-Overflakkee

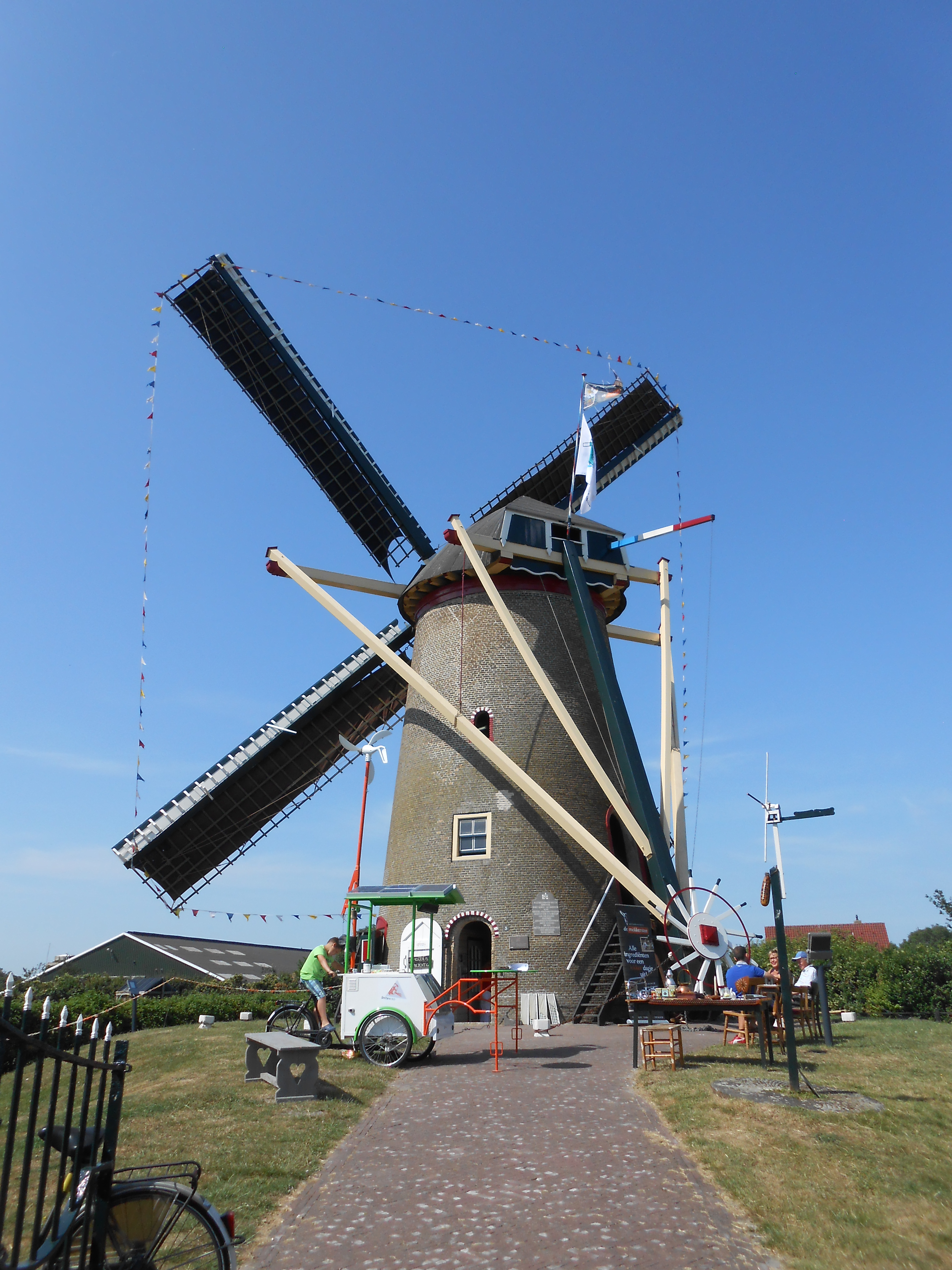
Molen Windvang te Goedereede, draaiend met zeilen op de Flakkeese Molendag. (Juli 2015)

De Molenstichting Goeree-Overflakkee is in 1988 opgericht door de toenmalige vier gemeenten op het eiland (Dirksland, Goedereede, Middelharnis en Oostflakkee). De stichting heeft als doel het behoud van de molens op Goeree-Overflakkee. Van de twaalf molens op het eiland heeft de stichting elf in bezit:
1. De Bommelaer in Den Bommel
2. De Dankbaarheid in Herkingen
3. De Eendracht in Dirksland
4. De Korenbloem in Sommelsdijk
5. d'Oranjeboom in Nieuwe-Tonge
6. De Korenaer in Stad aan 't Haringvliet
7. Korenlust in Stellendam
8. De Korenbloem in Oude-Tonge
9. Windlust in Achthuizen
10. Windvang in Goedereede
11. De Zwaan in Ouddorp

Alleen de molen De Hoop in Ouddorp is nog in particulier bezit.
De stichting onderhoudt de molens die zij in beheer heeft en organiseert daarnaast jaarlijks de activiteiten op en bij de molens rond Landelijke Molendag (tweede zaterdag in mei), Molendag Goeree-Overflakkee (tweede zaterdag in juli) en Open Monumentendag (tweede zaterdag in september).